# Unité urbaine de Fonsorbes
L'unité urbaine de Fonsorbes est une ancienne unité urbaine française centrée sur la ville de Fonsorbes, département de la Haute-Garonne. En 2020 elle intègre l'unité urbaine de Toulouse.
En 2020, l'Insee définit une nouveau zonage des unités urbaines. La nouvelle unité urbaine de Toulouse a englobé les unités urbaines de Castelnau-d'Estrétefonds de Bouloc et Fonsorbes, ainsi que les communes de Saubens de Vacquiers et de Mondouzil.

## Données globales
En 2010, selon l'Insee, l'unité urbaine de Fonsorbes est composée de deux communes, toutes situées dans l'arrondissement de Muret, subdivision administrative du département de la Haute-Garonne.
L'unité urbaine de Fonsorbes appartient à l'aire urbaine de Toulouse.

## Délimitation de l'unité urbaine de 2010
En 2010, l'Insee a procédé à une révision des délimitations des unités urbaines  de la France; celle de Fonsorbes est composée de deux communes.

### Communes
Liste des communes appartenant à l'unité urbaine de Fonsorbes selon la délimitation actuelle (en vigueur depuis 2010) (liste établie par ordre alphabétique) :
| Nom         | Code Insee | Statut | Superficie (km2) | Population (dernière pop. légale) | Densité (hab./km2) |
| ----------- | ---------- | ------ | ---------------- | --------------------------------- | ------------------ |
| Fonsorbes   | 31187      |        | 19,03            | 13 048 (2022)                     | 686                |
| Fontenilles | 31188      |        | 20,22            | 5 869 (2022)                      | 290                |

## Évolution démographique
L'évolution démographique ci-dessous concerne l'unité urbaine selon le périmètre défini en 2010.
| 1968  | 1975  | 1982  | 1990  | 1999  | 2009   | 2011   | 2012   | 2013   |
| ----- | ----- | ----- | ----- | ----- | ------ | ------ | ------ | ------ |
| 1 410 | 3 264 | 5 032 | 6 514 | 9 829 | 15 234 | 16 339 | 16 839 | 16 975 |

| 2014   | 2015   | 2016   | 2017   | - | - | - | - | - |
| ------ | ------ | ------ | ------ | - | - | - | - | - |
| 17 111 | 17 276 | 17 503 | 17 678 | - | - | - | - | - |